# العلاقات البوسنية الفانواتية
العلاقات البوسنية الفانواتية هي العلاقات الثنائية التي تجمع بين البوسنة والهرسك وفانواتو.

## مقارنة بين البلدين
هذه مقارنة عامة ومرجعية للدولتين:
| وجه المقارنة                                              | البوسنة والهرسك                                             | فانواتو                                  |
| --------------------------------------------------------- | ----------------------------------------------------------- | ---------------------------------------- |
| المساحة (كم2)                                             | 51.20 ألف                                                   | 12.19 ألف                                |
| عدد السكان (نسمة)                                         | 3.51 مليون                                                  | 276.24 ألف                               |
| الكثافة السكانية (ن./كم²)                                 | 68.55                                                       | 22.66                                    |
| العاصمة                                                   | سراييفو                                                     | بورت فيلا                                |
| اللغة الرسمية                                             | اللغة البوسنوية، اللغة الكرواتية، اللغة الصربية             | اللغة البسلاما، لغة فرنسية، لغة إنجليزية |
| العملة                                                    | مارك بوسني                                                  | فاتو فانواتي                             |
| الناتج المحلي الإجمالي (بليون دولار)                      | 18.17 مليار                                                 | 862.88 مليون                             |
| الناتج المحلي الإجمالي (تعادل القوة الشرائية) بليون دولار | 41.35 مليار                                                 | 790.76 مليون                             |
| الناتج المحلي الإجمالي الاسمي للفرد دولار أمريكي          | 4.25 ألف                                                    | 2.81 ألف                                 |
| الناتج المحلي الإجمالي للفرد دولار أمريكي                 | 10.43 ألف                                                   | 3.03 ألف                                 |
| مؤشر التنمية البشرية                                      | 0.733                                                       | 0.594                                    |
| رمز المكالمات الدولي                                      | +387                                                        | +678                                     |
| رمز الإنترنت                                              | .ba                                                         | .vu                                      |
| المنطقة الزمنية                                           | توقيت وسط أوروبا، ت ع م+01:00، ت ع م+02:00، أوروبا/سراييفو ‏ | ت ع م+11:00                              |

## منظمات دولية مشتركة
يشترك البلدان في عضوية مجموعة من المنظمات الدولية، منها:
| علم المنظمة | اسم المنظمة                        | تاريخ انضمام البوسنة والهرسك | تاريخ انضمام فانواتو |
| ----------- | ---------------------------------- | ---------------------------- | -------------------- |
|             | يونسكو                             | 2 يونيو 1993                 | 10 فبراير 1994       |
|             | مؤسسة التمويل الدولية              | 25 فبراير 1993               | 28 سبتمبر 1981       |
|             | منظمة حظر الأسلحة الكيميائية       | ?                            | ?                    |
|             | مؤسسة التنمية الدولية              | 25 فبراير 1993               | 28 سبتمبر 1981       |
|             | وكالة ضمان الاستثمار متعدد الأطراف | 19 مارس 1993                 | 27 يوليو 1988        |
|             | الاتحاد البريدي العالمي            | ?                            | ?                    |
|             | الاتحاد الدولي للاتصالات           | 20 أكتوبر 1992               | 30 مارس 1988         |
|             | الأمم المتحدة                      | 22 مايو 1992                 | 15 سبتمبر 1981       |
|             | البنك الدولي للإنشاء والتعمير      | 25 فبراير 1993               | 28 سبتمبر 1981       |

## وصلات خارجية
- موقع وزارة الخارجية البوسنية